# 源有綱
源 有綱（みなもと の ありつな）は、平安時代末期の武将。伊豆守源仲綱の次男。大内守護源頼政の孫。

## 生涯
治承4年（1180年）、祖父・頼政、父・仲綱らが以仁王を擁して挙兵し敗死した際には、有綱は弟の成綱とともに祖父の知行国であった伊豆に滞在しており難を逃れた。直後に同地で配流の身であった同族の源頼朝が挙兵するとその麾下に入り、父祖の仇敵である平家討滅を目指すことになる。
寿永元年（1182年）、頼朝の命により土佐に出陣する。これは頼朝の同母弟の希義を殺害した蓮池家綱・平田俊遠ら平家方勢力の掃討を目的としており、土佐出身の御家人・夜須行宗を先導に立てたものだった。この戦いで有綱は行宗とともに大軍を統括し、蓮池らを討ち果たすことに成功している。これと前後して、頼朝の弟である源義経の与力に組み込まれる。家柄や官位、年の頃も義経と差はなく、家臣というより同盟者に近い関係であったとも考えられている。
また『吾妻鏡』の元暦2年（1185年）5月19日条に、有綱が義経の婿であると称して多くの荘園公領を掠め取っているとの記録がある事から、有綱は義経の女婿とされている。しかし義経が平泉時代に娘をもうけたとしても10歳未満であり、すでに成年である有綱とは年齢が合わず、養女の可能性が高い（#有綱の妻についての節を参照）。そのことの真偽はともかく、有綱が義経の忠実な部将として行動したのは事実であり、頼朝と義経が対立した後も都を落ちる義経の一行に加わっている。途中で、一族の多田行綱らとの合戦（河尻の戦い）にも加わったものと考えられ、九州へ向かう船が暴風雨によって難破し一行が離散した時も、有綱と武蔵坊弁慶、堀景光、静御前の4人のみが残っており、義経と共に吉野山に逃げ込んでいる。
その後義経と別れ、有綱は郎党と共に大和国宇陀郡に潜伏するが、文治2年（1186年）6月16日、義経の残党を捜索していた北条時定の手勢に発見され、合戦の末に敗北し深山に入って自害した。

## 死後
有綱の死から5年を経た建久2年（1191年）11月14日、家人であった前右兵衛門尉平康盛が鎌倉に潜伏し、由比ヶ浜で梶原景時に捕らえられている。康盛は景時に素性を問われても明かさず、直に頼朝に訴えたいとして御簾越しに頼朝と対面し、有綱の仇である北条時定を討つつもりであった事を述べた。鶴岡遷宮の後に罪状の沙汰が出され、康盛は12月6日、腰越で梟首された。

## 有綱の妻について
「義経の聟」の意味については、『愚管抄』（巻五）に関白藤原基実が「信頼が妹に聟とられて有ければ」（基実は信頼の妹と結婚して信頼の聟となった）とあるように、妹の夫＝聟を意味する場合もあり、この場合「義経の聟」は妹聟であると考えられる。逃亡した有綱が潜んでいたのは義経の母常盤御前に縁のある大和国宇陀郡であり、都で常盤と義経の妹（有綱の妻と推測される）が鎌倉方に捕らわれた12日後に有綱が潜伏先を襲撃されている事から、彼らもしくはその周辺から情報が漏れたものと思われる。また史料による根拠はないが、義経に対する佐藤継信・忠信兄弟の普通でない奉仕ぶりから、有綱の妻は平泉時代に義経と佐藤兄弟の姉妹との間に生まれた娘であるとする説もある。

## 伝承
栃木県塩原の伝承によると終焉の地は下野国であったとも云われるが定かではない。那須塩原市の中塩原温泉には鎌倉に追われた有綱が再起を図るために潜んでいたと伝わる「源三窟」と呼ばれる鍾乳洞がある。

## 関連作品
テレビドラマ
- 『新・平家物語』（1972年、NHK大河ドラマ、演：山本聡）